# Renee Humphrey
Renee K. Humphrey (San Mateo, 27 gennaio 1975) è un'attrice statunitense.

## Carriera
Nativa di San Mateo, California, Renee Humphrey ha lavorato estensivamente dal 1991 fino a tutti gli anni 2000. Nel 1994, ha ricevuto il premio "Performance Prominente" al Sundance Film Festival, per il ruolo di Hillary nel film indie Fun. Nel 1995 ha recitato anche nel ruolo di Trish "The Dish" Jones, nel film con Kevin Smith Generazione X, seguito nel 2001 da Jay & Silent Bob... Fermate Hollywood!, sempre con Smith.
A causa del suo interesse per la produzione, ha iniziato anche a lavorare per sviluppare delle sceneggiature. Ha diretto e co-prodotto il programma animato per bambini Animal Yoga for Kids, distribuito negli Stati Uniti dalla PBS nel 2003 con il titolo di Animal Yoga Breaks. Nel 2005 ha fondato la Titan Motion Picture Group, con la quale ha prodotto il film Family, i cui diritti sono stati comprati in America dalla Lifetime Movie Network.

## Filmografia

### Cinema
- La legge della strada (1993)
- Fun (1994)
- The Privilege Cage - cortometraggio (1994)
- Amici per sempre (1995)
- French Kiss (1995)
- Il diavolo in blu (1995)
- Generazione X (1995)
- Cadillac Ranch (1996)
- Drawing Flies (1996)
- Lover Girl (1997)
- Una moglie ideale (The Sex Monster), regia di Mike Binder (1999)
- Chicks, Man (2000)
- Urban Mythology (2000)
- Hard Luck (2001)
- Jay & Silent Bob... Fermate Hollywood! (2001)
- Perfect Fit (2001)
- Seventh Veil (2003)
- Family (2006)
- Some of an Equation - cortometraggio (2007)

### Televisione
- Ragionevoli dubbi (2 episodi, 1992-1993) - Serie TV
- Blue Jeans (The Wonder Years) (1 episodio, 1993) - Serie TV
- L'ispettore Tibbs (1 episodio, 1993) - Serie TV
- Il commissario Scali (1 episodio, 1993) - Serie TV
- Una figlia contro (1995) - Film TV
- Providence (1 episodio, 1999) - Serie TV
- Un detective in corsia (1 episodio, 1999) - Serie TV